# Гинзбург, Моисей Аронович
Моисей Аронович Гинзбург (неизвестно — 1938) — советский юрист, прокурор Киевской области.

## Биография
Родился в еврейской семье. Состоял в Обществе бывших политкаторжан и ссыльнопоселенцев. С 1936 до 1937 работал прокурором Киевской области, при этом с 11 июля до 4 августа 1937 года состоял членом тройки НКВД. Был репрессирован, в начале 1938 года приговорён к ВМН и расстрелян. Посмертно реабилитирован в 1956  году.